# 池田山川
池田・山川（いけだ・やまがわ）は、鹿児島県薩摩半島南東端に位置し、直径約4kmの池田カルデラと、松ヶ窪、池底、鰻池、山川のマール群、および池田カルデラ南縁に分布する鍋島岳溶岩ドームなどの総称である。約6,400年前から約4,800年前にかけて噴火したことからランクCの活火山に分類されている。

## 歴史
約6,400年前に現在の池田湖付近から激しい水蒸気噴火が始まり、その後スコリア放出、プリニー式噴火、大規模な火砕流の噴出と続いた。 これら一連の噴火で現在の池田カルデラが形成された。プリニー式噴火後には、噴火が東南東方向へ拡大し、西北西－東南東に並ぶマール群が形成され、 山川マールからはベースサージが発生した。これら一連の噴火で現在の池田カルデラが形成された。 その後、鏡池・水無池マールの形成を経て、約4,800年前ごろに池田カルデラ南縁で噴火が始まり、鍋島岳溶岩ドームが形成された。
その後、池田湖の湖底火山が噴火し池田湖火山灰と呼ばれる火山灰を噴出している。